# Tony Williams (musicien anglais)
 (avril 2016).
Le contenu est difficilement compréhensible vu les erreurs de traduction, qui sont peut-être dues à l'utilisation d'un logiciel de traduction automatique.
Pour les articles homonymes, voir Williams et Tony Williams (homonymie).
Anthony « Tony » Williams, né le 19 août 1947 à Durham en Angleterre, est un musicien britannique.
Bassiste dans le groupe de folk rock-rock Stealers Wheel, il a aussi joué avec le groupe Jethro Tull.

## Biographie
Né à Durham, il déménage à Blackpool dans le comté de Lancashire où les futurs membres du groupe Jethro Tull vivaient aussi, dont Ian Anderson, Barriemore Barlow, John Evan et Jeffrey Hammond.
Dans les années 1960, il joue de la guitare avec The Executives, un groupe de Blackpool qui a enregistré quelques singles avec le chanteur Roy Carr et le futur bassiste du groupe Jethro Tull, Glenn Cornick,.
Williams a initialement auditionné pour rejoindre Jethro Tull en 1968 avec Martin Barre. Il a aussi sorti un single, Lazy River. De 1970 à 1971, il a joué de la basse avec le groupe Requiem.
En 1972, il rejoint le groupe Stealers Wheel, qui a été formé quelques années plus tôt à Paisley, Renfrewshire par des amis d'école Gerry Rafferty et Joe Egan. Williams aide à enregistrer le premier album du groupe Stealers Wheel, qui a été produit par les auteurs-compositeurs et producteurs américains influents Leiber & Stoller. Il quitte le groupe un an plus tard. En 1978, il rejoint Jethro Tull à la demande de Ian Anderson pour remplacer John Glascock, malade. Il les rejoint sur leur tournée en Amérique du Nord avant de retourner travailler en studio et à la production télévisuelle.
Après avoir été contacté par iTunes et K-tel records (en) en Californie, et engagé des négociations en 2006, Williams reforme le groupe Stealers Wheel à Blackpool en 2008 avec deux autres membres originaux de la bande, Rod Coombes (en) et Paul Pilnick en collaboration avec le musicien et compositeur Tony Mitchell (en). Le 10 novembre 2008, ils ont commencé à filmer une vidéo de musique pour une réédition de Stuck in the Middle sur la côte de Fylde. Ils ont aussi commencé à écrire des chansons pour un nouvel album paru en 2009, bien qu'ils ne prévoyaient pas d'aller en tournée,,.

### Vie privée
Williams travaille dans un organisme pour la préservation des éléphants, et il a aussi travaillé comme conseiller en relations publiques, dans le Zoo de Blackpool, pour la British and Irish Association of Zoos and Aquariums (en),,.
En 2007 il a été élu conseiller local à Blackpool. Il a été réélu en 2011 et est actuellement le leader du groupe conservateur du conseil d'arrondissement de Blackpool et membre du conseil d'administration du Conseil des arts du Nord-Ouest.